# Axel Monjé
Axel Monjé (* 6. Juni 1910 in Geestemünde, heute Stadtteil von Bremerhaven; † 18. August 1962 in Berlin) war ein deutscher Schauspieler und Synchronsprecher.

## Biografie
Axel Monjé kam am 6. Juni 1910 in Bremerhaven-Geestemünde zur Welt. Sein Vater, ein Rechtsanwalt, stammte aus dem Rheinland, seine Mutter aus Hannover. Nach Abschluss des Realgymnasiums sollte er eigentlich Exportkaufmann werden, entschloss sich jedoch zu einer Schauspielausbildung. Er nahm Schauspielunterricht bei Kurt Meister und studierte Gesang. Sein Bühnendebüt gab er in Bremerhaven, wo er zunächst Komparsenrollen am Stadttheater spielte. Anschließend ging er nach Frankfurt (Oder), Elbing und schließlich 1939 nach Berlin.
Dort erhielt er 1939 auch seine erste Filmrollen in den von Jürgen von Alten inszenierten Krimi-Streifen  Das Stilett und Parkstrasse 13. Es folgten größere Rollen in Kornblumenblau (1939), Für die Katz und Falschmünzer (beide 1940), aber auch in Philipp Lothar Mayrings NS-Propagandafilm Blutsbrüderschaft (1941). Danach unterbrach der Wehrdienst im Zweiten Weltkrieg bis 1945 seine weitere Karriere. Nach Kriegsende holte ihn Intendant Boleslaw Barlog ans Berliner Schlossparktheater, wo er seinen größten Erfolg als Partner von Hildegard Knef und Walter Bluhm in dem Schwank Drei Mann auf einem Pferd feierte, der 291 Aufführungen erlebte. Monjé stand zudem 1949 als „Conti“ in Gotthold Ephraim Lessings Emilia Galotti am Deutschen Theater auf der Bühne und spielte 1951 die Titelrolle in Norbert Schultzes Käpt’n Bay Bay am Theater am Nollendorfplatz. Letztere Rolle bot dem geschulten Bariton zudem Gelegenheit, sein Gesangstalent anzubringen. Daneben betätigte er sich seit dieser Zeit als Rundfunk- und Synchronsprecher.
Und er stand wieder vor den Filmkameras, zunächst bei der DEFA, die ihm drei Hauptrollen anbot. In Wolfgang Schleifs Jugendfilm … und wenn’s nur einer wär’ … (1949) stellte er den fanatischen Leiter eines Erziehungslagers dar, in Gustav von Wangenheims Gegenwartsfilm Der Auftrag Höglers (1950) den intriganten Ingenieur „Dr. Kayser“, und in Rivalen am Steuer (1957) mimte er den Rennfahrer „Manfred Falk“. In Der Auftrag Höglers spielte auch seine Ehefrau Anneliese Morell mit. Im bundesdeutschen Film erhielt Monjé hingegen nur noch kleine Rollen, so in Rittmeister Wronski, Die sieben Kleider der Katrin, Canaris (alle 1954) oder Ein Mann vergißt die Liebe und Der 20. Juli (beide 1955). 1959 sah man ihn auf dem Bildschirm neben den Geschwistern Willy und Lucy Millowitsch in dem Schwank Der Keusche Lebemann von Arnold und Bach in einer Aufzeichnung aus dem Millowitsch-Theater.
Dafür war Axel Monjé aber bereits kurz nach dem Zweiten Weltkrieg umfangreich in der Filmsynchronisation tätig. Er ist die deutsche Stimme von Errol Flynn in Gentleman Jim, der freche Kavalier, Herr der rauhen Berge, Gegen alle Flaggen sowie den Erstsynchronisationen von Günstling einer Königin und Goldschmuggel nach Virginia. Seine ruhige, unaufdringliche Stimme lieh er zudem mehrfach Stewart Granger (unter anderem in Scaramouche, der galante Marquis und Die Thronfolgerin), Rock Hudson (unter anderem in Die wunderbare Macht) sowie Gregory Peck in Sein größter Bluff. Seine berühmteste Synchronrolle war jedoch Leslie Howard als „Ashley“ in Vom Winde verweht.
Daneben sprach er auch Howard Keel (so in Show Boat, Eine Braut für sieben Brüder, Karneval in Texas oder Jupiters Liebling), Mario Lanza (Standardstimme, unter anderem in Serenade und Arrividerci Roma) und war die Standardstimme von Donald Sinden (zum Beispiel in Aber, Herr Doktor...). Weitere Synchronrollen waren Franchot Tone als „Roger Byam“ in Meuterei auf der Bounty, Bing Crosby in Der Weg nach Utopia, Cary Grant in der Erstsynchronisation von Verdacht, Sterling Hayden in Asphalt-Dschungel und sogar John Wayne in Das Haus der sieben Sünden. Häufig lieh er auch Nebendarstellern wie Jock Mahoney oder William Elliott seine Stimme. Auch in der Verfilmung des Musicals Show Boat von 1951 Mississippi-Melodie lieh er den beiden Nebendarstellern William Warfield und Chick Chandler seine Stimme.
Zu Beginn der 1960er-Jahre am Theater des Westens in West-Berlin engagiert, war Axel Monjé dort in dem Musical-Hit My Fair Lady die Zweitbesetzung sowohl für Paul Hubschmid (Professor Higgins), als auch für Friedrich Schoenfelder (Oberst Pickering). Als Schoenfelder am 18. August 1962 wegen Heiserkeit absagte, musste Monjé für ihn einspringen. Doch kurz nach Beginn der Vorstellung brach er plötzlich auf offener Bühne zusammen und starb noch auf dem Weg ins Krankenhaus an einem Herzinfarkt.

## Filmografie (Auswahl)

### Als Schauspieler
- 1939: Das Stilett (Kurzfilm)
- 1939: Parkstraße 13
- 1939: Die fremde Frau
- 1939: Kornblumenblau
- 1940: Falschmünzer
- 1940: Für die Katz
- 1941: Mein Leben für Irland
- 1941: Blutsbrüderschaft
- 1948: Beate
- 1949: … und wenn’s nur einer wär’ …
- 1950: Der Auftrag Höglers
- 1953: Komm zurück
- 1954: Rittmeister Wronski
- 1954: Die sieben Kleider der Katrin
- 1954: Emil und die Detektive
- 1954: Der Zarewitsch
- 1954: Canaris
- 1955: Ein Mann vergißt die Liebe
- 1955: Musik im Blut
- 1955: Der 20. Juli
- 1957: Rivalen am Steuer
- 1959: Freddy, die Gitarre und das Meer
- 1959: Peter schiesst den Vogel ab
- 1959: Der keusche Lebemann (TV)
- 1960: Das kunstseidene Mädchen
- 1961: Elisabeth von England (TV)

### Als Synchronsprecher
- 1939: Günstling einer Königin (The Private Lives of Elizabeth and Essex) für Errol Flynn als Graf von Essex (1. Synchro 1951)
- 1940: Goldschmuggel nach Virginia (Virginia City) für Errol Flynn als Capt. Cary Bredford (1. Synchro 1950)
- 1942: Das Zauberkorn (Wolschebnoje serno) für Iwan Perewersew als Der Meister
- 1943: Nasreddin in Buchara (Nasreddin w Buchare) für Lew Swerdlin als Nasreddin (1. Synchro 1946)
- 1950: Herr der rauhen Berge (Rocky Mountain) für Errol Flynn als Capt. Lafe Barstow
- 1953: Blondinen bevorzugt (Gentlemen Prefer Blondes) für Elliott Reid als Malone
- 1957: Die Bestie aus dem Weltenraum (20 Million Miles to Earth) für John Zaremba als Dr. Judson Uhl
- 1961: Tarzan, der Gewaltige (Tarzan the Magnificent) für Jock Mahoney als Coy
- 1962: Das letzte Kommando (Geronimo) für Eduardo Noriega als Oberst Morales

## Hörspiele (Auswahl)
- 1947: Claus Back: Das Lebenslicht / Das Bild – Zwei Hörszenen – mit Erika Görner (Kurzhörspiel – RIAS Berlin)
- 1948: Jean-Paul Sartre: Die schmutzigen Hände (Louis) – Regie: Hanns Korngiebel (RIAS Berlin)